# Municipio de Faithorn
El municipio de Faithorn (en inglés: Faithorn Township) es un municipio ubicado en el condado de Menominee en el estado estadounidense de Míchigan. En el año 2010 tenía una población de 243 habitantes y una densidad poblacional de 1,73 personas por km².

## Geografía
El municipio de Faithorn se encuentra ubicado en las coordenadas 45°39′31″N 87°44′1″O / 45.65861, -87.73361. Según la Oficina del Censo de los Estados Unidos, el municipio tiene una superficie total de 140.58 km², de la cual 139,11 km² corresponden a tierra firme y (1,04 %) 1,47 km² es agua.

## Demografía
Según el censo de 2010, había 243 personas residiendo en el municipio de Faithorn. La densidad de población era de 1,73 hab./km². De los 243 habitantes, el municipio de Faithorn estaba compuesto por el 94,24 % blancos, el 0,41 % eran asiáticos y el 5,35 % eran de una mezcla de razas. Del total de la población el 0 % eran hispanos o latinos de cualquier raza.